# Tapacul de coroneta blanca
El tapacul de coroneta blanca (Scytalopus atratus) és una espècie d'ocell de la família dels rinocríptids (Rhinocryptidae).

## Hàbitat i distribució
Habita el sotabosc i el límit dels boscos de muntanya a l'oest de Veneçuela, Colòmbia, l'Equador oriental i el Perú.